# Place du Calvaire
La place du Calvaire est une place de Paris située dans le 18e arrondissement, sur la butte Montmartre

## Situation et accès
La place est en fait une terrasse d'une longueur de 40 m. Elle commence là où la place du Tertre se termine à l'escalier rue du Calvaire et mène à la rue Poulbot.

## Origine du nom
Cette place doit son nom à l'édification, en 1805, d'un calvaire au sommet de la butte, près de l'église Saint-Pierre de Montmartre.

## Historique
Cette voie de l'ancienne commune de Montmartre, sous le nom de « place Sainte-Marie », a été rattachée à la voirie de Paris par un décret du 23 mai 1863.
Elle prend son nom actuel par un arrêté du 10 novembre 1873 puis est agrandie sur l'emprise d'une partie de la rue Poulbot en 1970.

## Bâtiments remarquables et lieux de mémoire
C’est la plus petite place de Paris.
Au no 1 se trouve la Maison Neumont, du nom de l'artiste peintre lithographe Maurice Neumont, qui, en 1905, fit transformer par l'architecte Louis Brachet le modeste pavillon existant en cette maison perchée. Maurice Neumont y est mort en 1930 ; une plaque lui rend hommage.
En 1950, le peintre et graveur Louis Icart meurt au no 1 ; une plaque lui rend aussi hommage.
En 2020, les services de la mairie de Paris restaurent la place et ses pavés. Un an plus tard, ils détruisent une glycine vieille de 120 ans, prétextant sa mort, chose que contestent des associations écologistes et des riverains, assurant que l'arbre commençait à bourgeonner. Élément emblématique de Montmartre, elle surplombait la terrasse de la brasserie Chez Plumeau. Peu de temps après, une nouvelle glycine est plantée. Un autre arbre de 90 ans est par ailleurs abattu. L'ensemble de ces réaménagements suscite une polémique,,,.

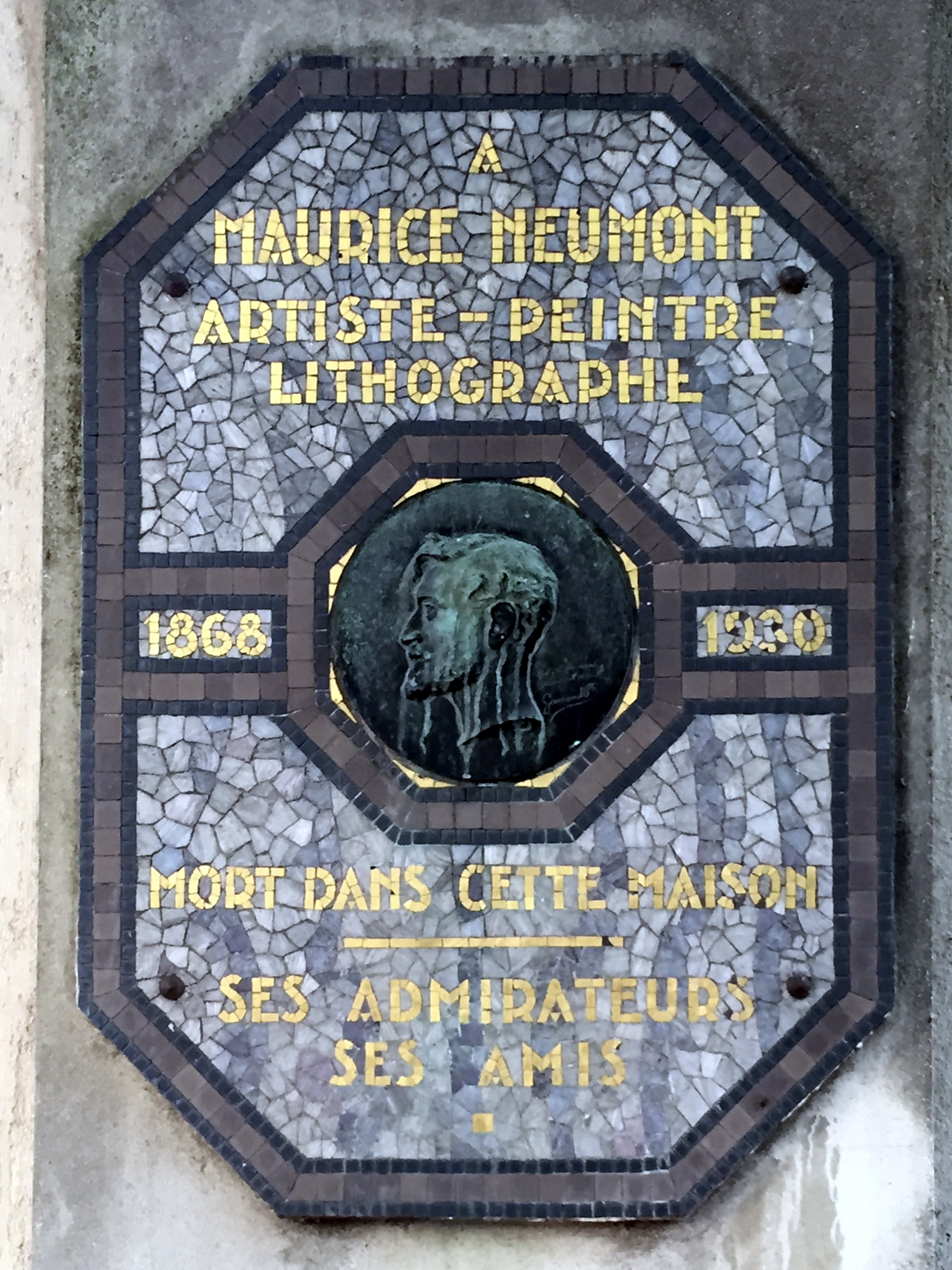
Plaque en hommage à Maurice Neumont.
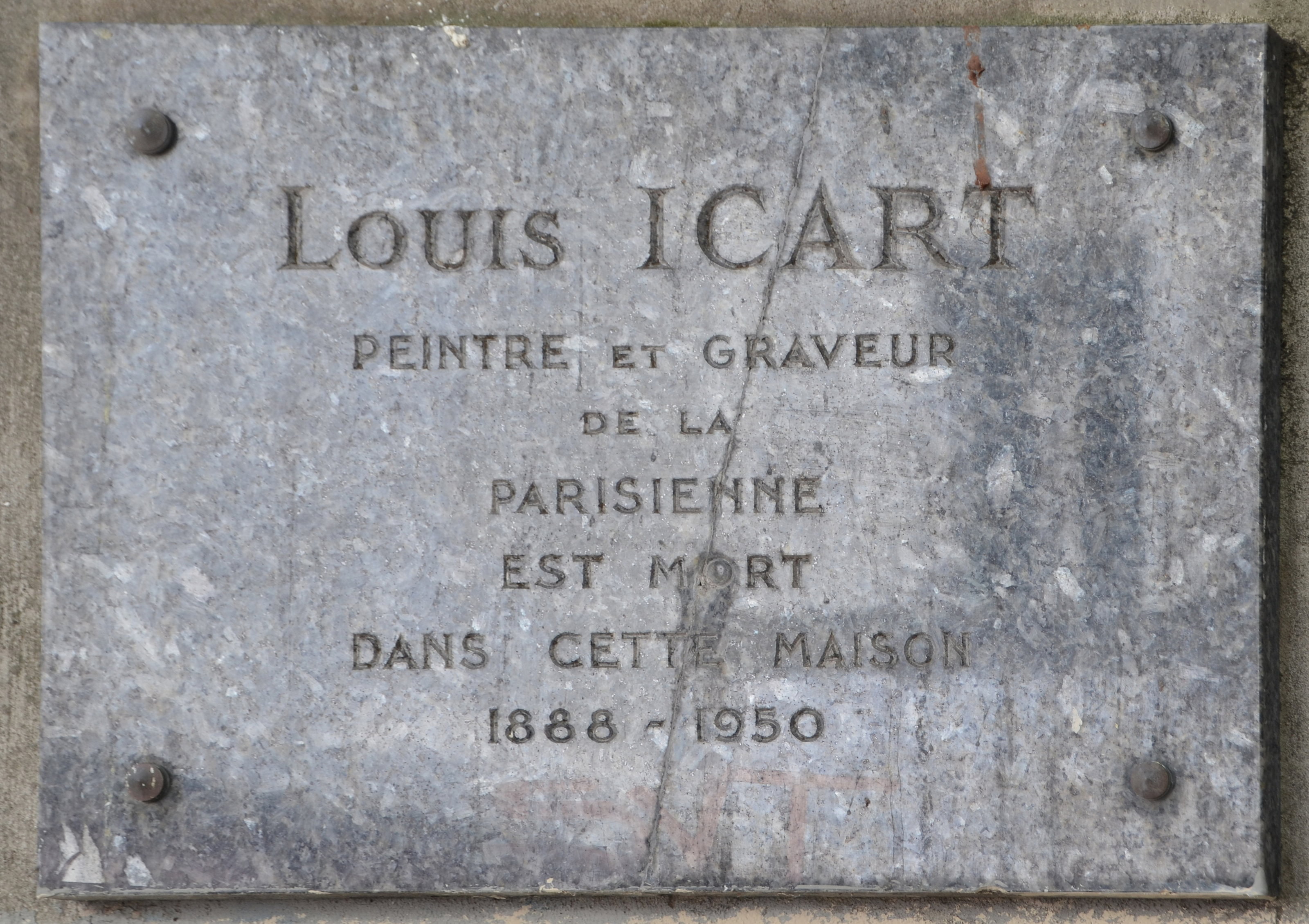
Plaque en hommage à Louis Icart.
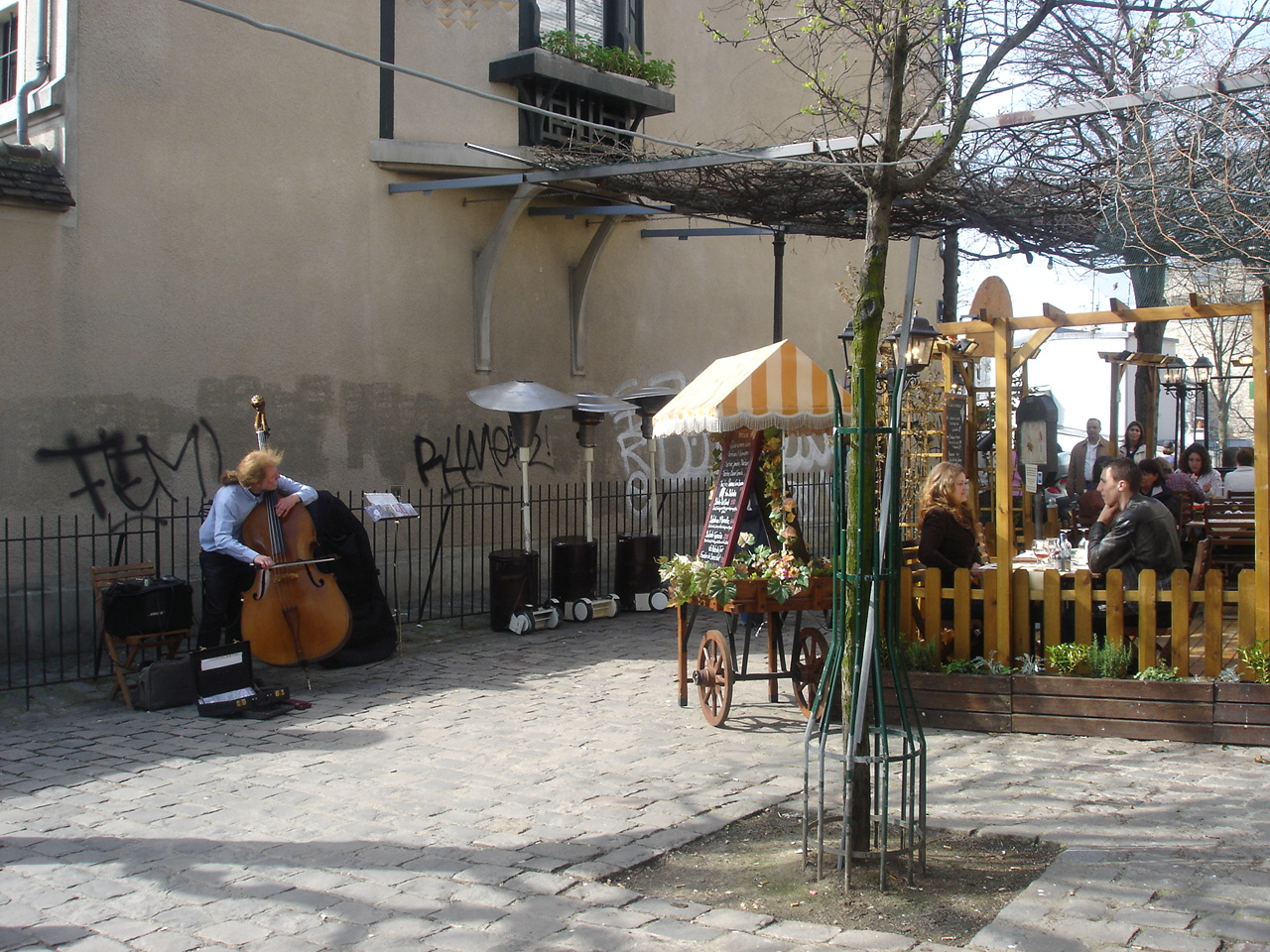
Coin de la placette.
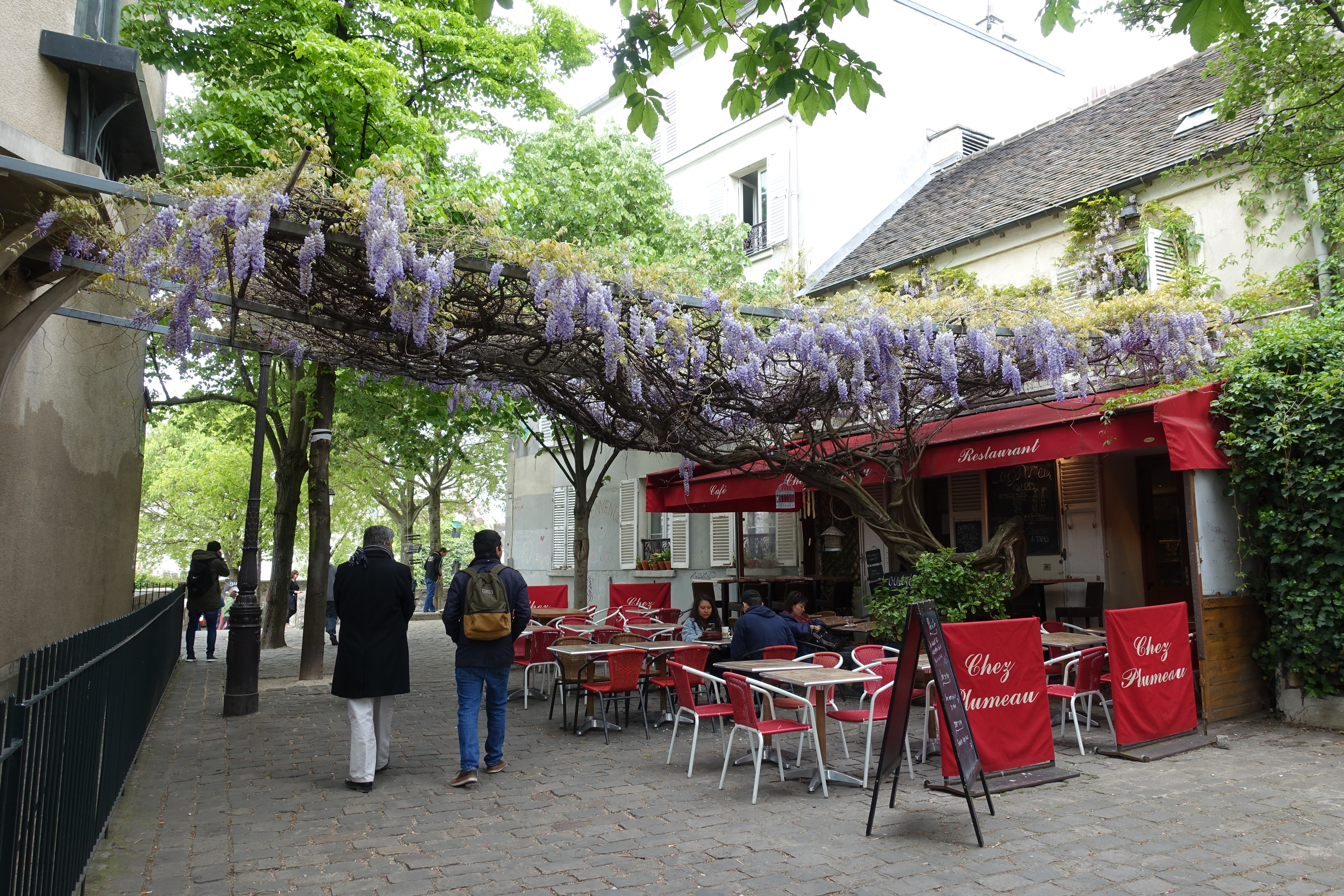
La glycine en 2017.
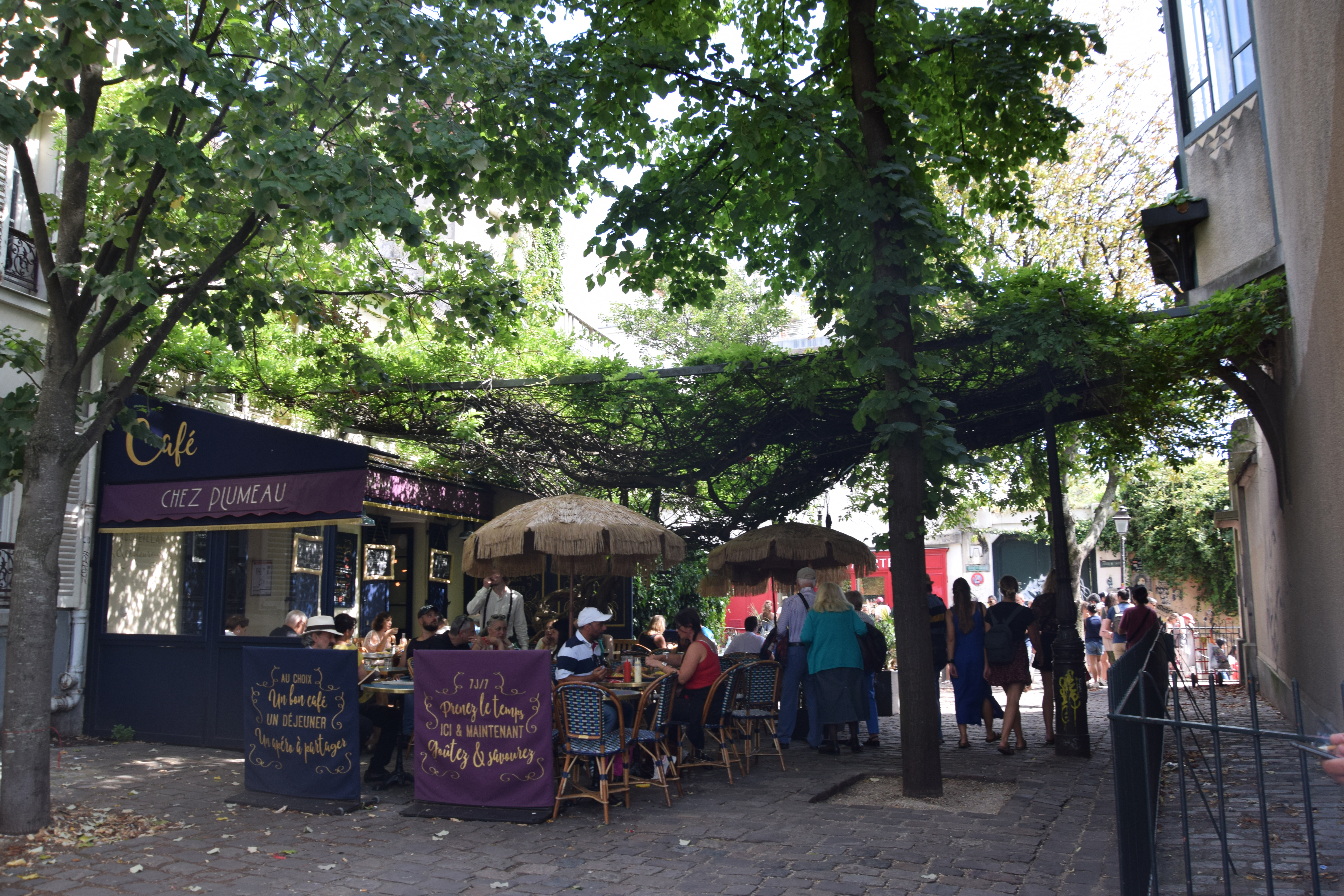
Autre vue en 2019.